# Aunou-le-Faucon
Aunou-le-Faucon ([onu lə fokɔ̃] ) ist eine französische Gemeinde mit 247 Einwohnern (Stand 1. Januar 2022) im Département Orne in der Region Normandie. Sie gehört zum Arrondissement Argentan und ist Mitglied im Gemeindeverband Terres d’Argentan Interco.

## Geografie

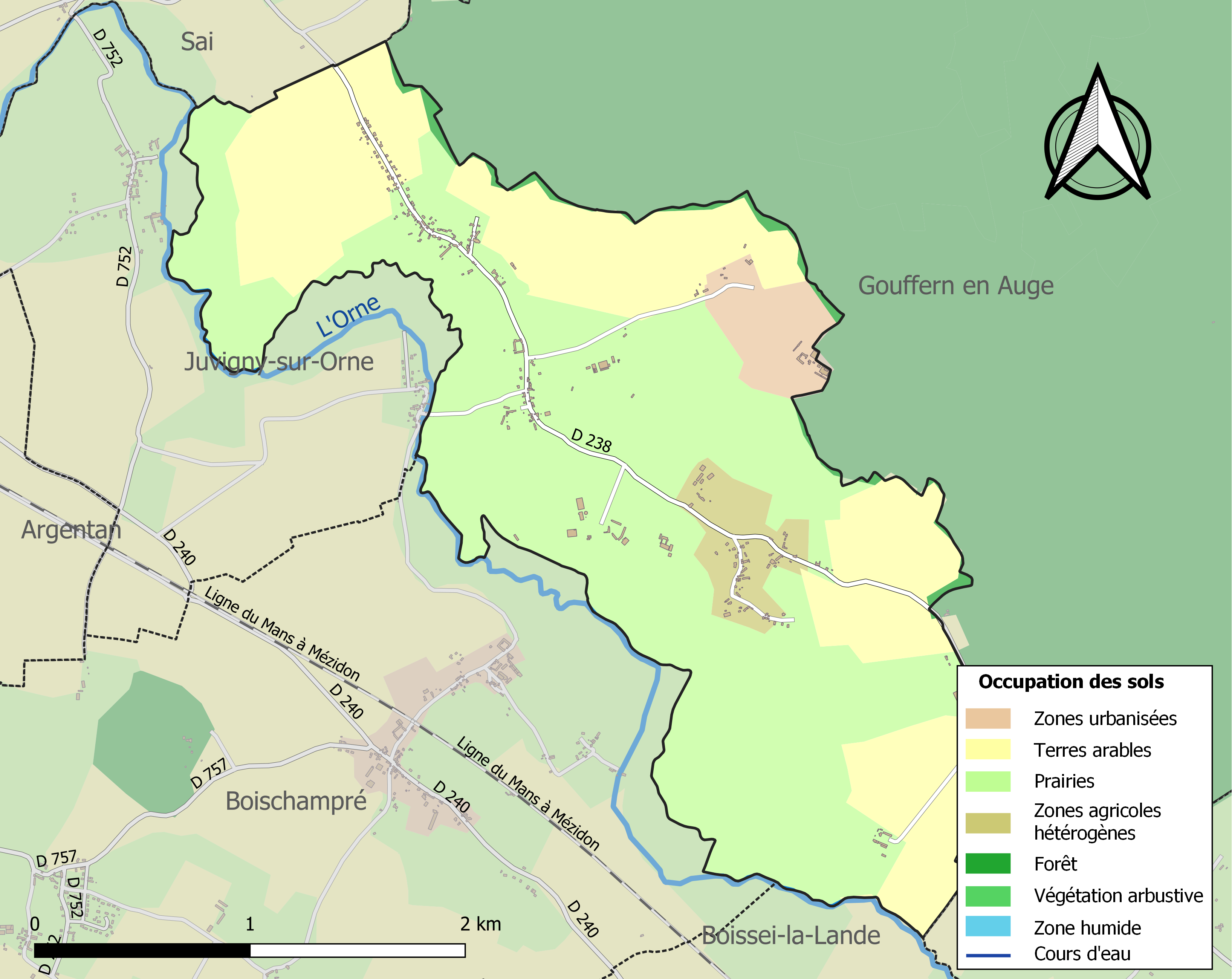
Bodennutzung, Hydrografie und Infrastruktur der Gemeinde (2018)

Aunou-le-Faucon liegt im Osten der Plaine d’Argentan, einer bevorzugt mit Getreide angebauten Ebene, etwa fünf Kilometer südöstlich von Argentan und etwa 32 Kilometer nördlich von Alençon. Das lang gezogene Straßendorf besteht aus dem Ort und mehreren Einzelgehöften (fermes). Die Orne und ihre Seitenarme strömen entlang der südwestlichen Gemeindegrenze. Der Standort des Bürgermeisteramts liegt auf einer Höhe von etwa 160 m. Das Relief des Gebiets ist relativ eben und steigt nur im Norden auf eine maximale Erhöhung von 200 m an. Das Klima ist in hohem Maße vom Meer beeinflusst und deshalb nahezu frostfrei; Regen (ca. 760 mm/Jahr) fällt verteilt über das ganze Jahr.
Teile des Gebiets von Aunou-le-Faucon gehören zum Natura 2000-Schutzgebiet „Haute vallée de l'Orne et affluents“ (FR2500099) und von drei ZNIEFF-Naturzonen. Rund 95 % der Fläche der Gemeinde werden landwirtschaftlich genutzt, wobei der Anteil an Weideland rund 57 % beträgt, rund 4 % entfallen auf künstlich angelegte, nicht landwirtschaftliche Grünflächen, 1 % ist bewaldet (Stand: 2018).
Umgeben wird Aunou-le-Faucon von den sechs Nachbargemeinden:
| Sai              |                                             | Gouffern en Auge |
| Juvigny-sur-Orne | Kompassrose, die auf Nachbargemeinden zeigt |                  |
| Boischampré      | Boissei-la-Lande                            | Almenêches       |

## Etymologie
Der Name des Ortes ist in den Formen Fulco de Alnou im Jahr 1049 und Fulconis de Alneto im Jahr 1247 bezeugt.
Es handelt sich um einen seltenen galloromanischen toponymischen Typ *Alnavo (galloromanisch alnu „Erle“ + Suffix -avo, gallischen Ursprungs), der dem altfranzösischen Aunay, Aulnay, entspricht, d. h. „Erlenhain, mit Erlen bepflanzter Ort“.
Zur Unterscheidung von Aunou-sur-Orne, einer anderen Gemeinde im Département Orne, wurde die Endung le-Faucon hinzugefügt. Er bezieht sich auf Foulques d’Aunou, einen Gefährten Wilhelms des Eroberers. Die ursprüngliche Form muss *Foucon, *Foulcon gewesen sein, der Fall des Personennamens Foulques, geändert nach dem Namen des Raubfalken.

## Bevölkerungsentwicklung
| Jahr                       | 1962 | 1968 | 1975 | 1982 | 1990 | 1999 | 2006 | 2012 | 2021 |
| -------------------------- | ---- | ---- | ---- | ---- | ---- | ---- | ---- | ---- | ---- |
| Einwohner                  | 185  | 206  | 192  | 208  | 260  | 243  | 261  | 238  | 247  |
| Quellen: Cassini und INSEE |      |      |      |      |      |      |      |      |      |

Der Bevölkerungsrückgang im 20. Jahrhundert ist im Wesentlichen auf die Mechanisierung der Landwirtschaft und die daraus resultierende Abwanderung zurückzuführen.

## Sehenswürdigkeiten

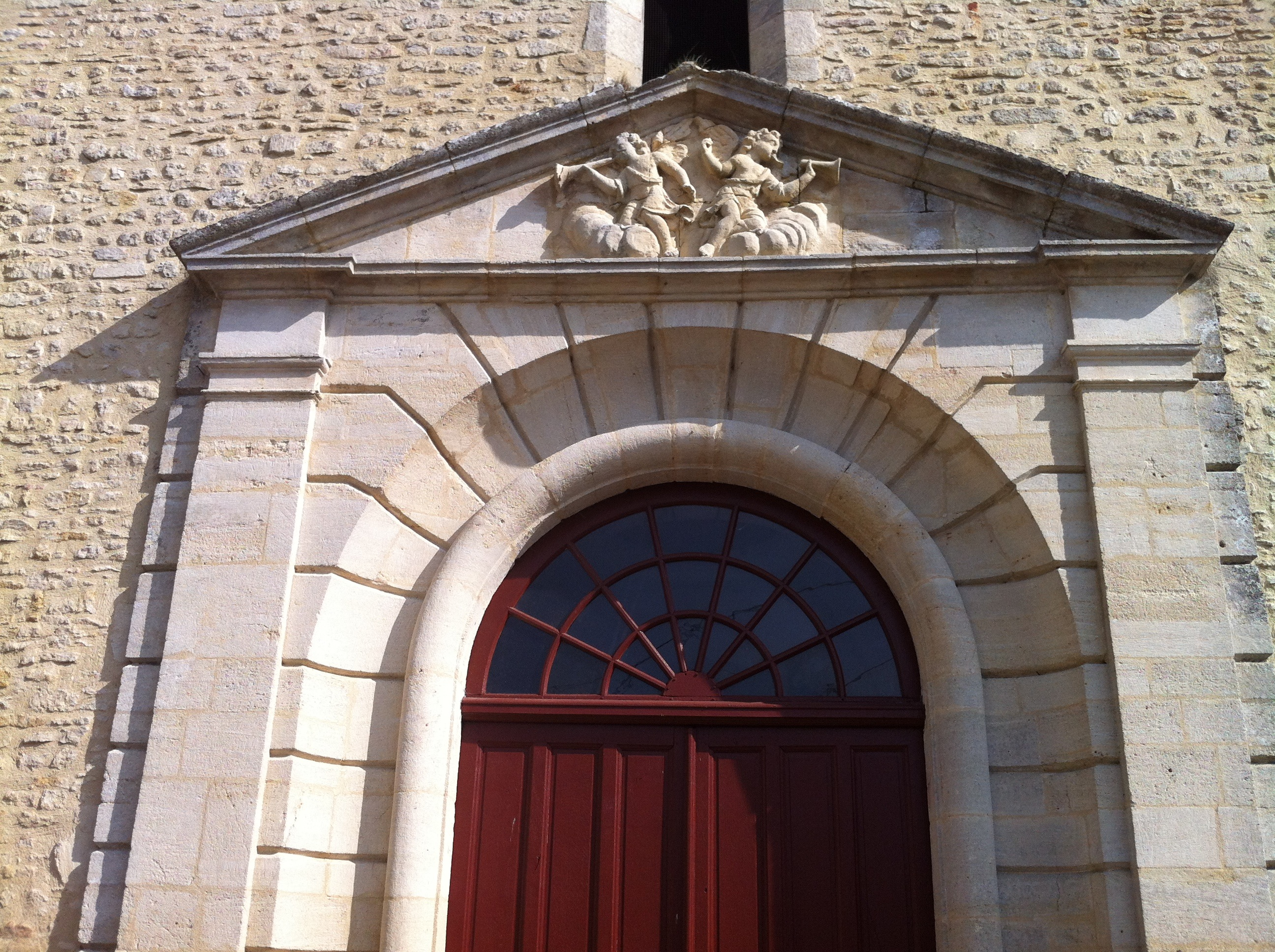
Kirche Saint-Cyr et Saint Julitte – Westportal

- Der runde Treppenturm des Tour aux Anglais genannten Herrenhauses stammt aus dem 14. Jahrhundert; der Wohntrakt wurde im 17. Jahrhundert erneuert. Fassaden und Dächer des Bauensembles sind seit dem Jahr 1981 als Monument historique eingeschrieben.[4][5][6]
- Die einfache, aus Feldsteinen errichtete Dorfkirche Saint-Cyr et Saint Julitte ist den Heiligengefährten Quiricus und Julitta geweiht; sie war anhängig vom Zisterzienserkloster Saint-André-de-Gouffern. Der Bau erhielt im frühen 18. Jahrhundert ein neues Westportal im Stil eines schlichten Barock; das Giebelfeld zeigt zwei Trompete blasende Engel umgeben von Wolken. Etwa gleichzeitig wurden das Kirchenschiff und die Apsis architektonisch aneinander angepasst. Zahlreiche Statuen aus dem 18. Jahrhundert stehen unter Denkmalschutz.[7]

## Wirtschaft
Die in früheren Zeiten hauptsächlich zur Selbstversorgung betriebene Landwirtschaft bildet noch immer die Grundlage des Gemeindelebens. Handwerker und Dienstleister finden hier kaum ihr Auskommen.

## Verkehr
Aunou-le-Faucon liegt abseits größerer Verkehrsachsen. Die nachgeordnete Departementsstraße D 238 verbindet die Gemeinde mit den Nachbargemeinden Sai im Norden und mit Almenêches im Südosten. Eine lokale Landstraße führt über die Orne nach Juvigny-sur-Orne.